# 作沢沼

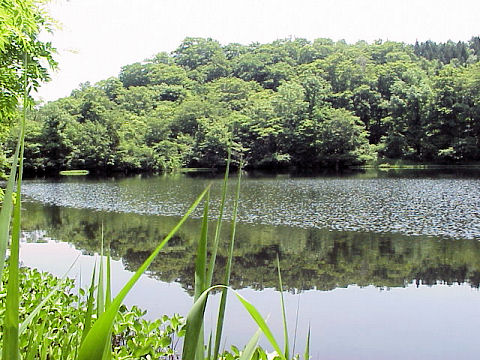
作沢沼

作沢沼（さくざわぬま）は、秋田県鹿角市八幡平地区の、米代川の支流熊沢川・樫内川の上流にある沼。
面積は約2ha、最深部約20m、この沼の中に大中小3つの浮島があり、大は約100km2、中は約60km2、小は約30km2。いずれも厚さは15〜150センチメートル、主にミズゴケでできている。
また、沼にはモリアオガエルも生息しており、周囲にはブナなどが茂っている。作沢沼を探訪するには、地元の保存団体による案内が必要である。